# Unione Sportiva Grosseto 1912
La Unione Sportiva Grosseto 1912 es un club de fútbol de Italia, con sede en Grosseto, en la región Toscana. Fue fundado en 1912 y refundado en varias oportunidades. Compite en la Serie D, cuarta categoría del fútbol italiano.

## Historia
En la temporada 2006/2007 ascendió a la Serie B tras finalizar primero en la Serie C1/A, siendo la primera vez en la historia del club que lo conseguían, antiguamente habían jugado en Serie C (36 veces y la última de ellas en la temporada 2005/2006) y en la Serie D (27 veces y la última de ella en la temporada 2001/2002) 

### Temporada 2008-09
Para el 2º año en la historia del club en Serie B, la directiva fichaba a jugadores experimentados como los locales Ciro Polito, el volante Sandro Porchia, al delantero  Alessandro Pellicori y al Chileno Nicolás Córdova, la una pretensión de la directiva era por su asegurar permanencia en Serie B sin embargo los Biancorossi comenzarían ganado 3 de los primeros 4 partidos, y para la sorpresa de muchos, quedaba liderando la tabla del torneo, sin embargo a fines de noviembre, perderían de visita en un humillante 5-0 ante el Vicenza, que vendría acompañada de una seguidilla de malos resultados que lo hicieron alejarse de la punta de la tabla, lo que hizo que la hinchada comenzara a pedir la destitución del director técnico del equipo Elio Gustinetti, entre medio de todo el ajetreo, la continuidad de Elio Gustinetti fue confirmada por el presidente del club, el año 2009 comenzaba con una victoria por 2-1 al Ancona, tras una gran racha de victorias todo terminaría en seco en la derrota por 4-0 ante el Parma pero luego vendría una seguidilla de victorias que los dejarían en zona de play offs de ascenso a la Serie A, cosa que sería caliicado por el presidente, buena elección,  el mejor resultado del club de todos los tiempos, gracias a 64 puntos conseguidos, el resultado de 18 victorias, 10 empates (y menos de 9 la muestra anterior) y 14 derrotas. Los 64 goles realizadas por el rojo y blanco Grosseto lo hacían el club con el tercer mejor ataque del campeonato detrás de las del Bari y el Parma, ambos con 65 goles. Paradójicamente, con nada menos que 66 goles en contra, la defensa había sido la peor del torneo de  Serie B junto a la del Ancona. Estos datos (sin contar los últimos años - menos felizmente - hacían que había sido la mejor temporada de la historia del club
El play-off de semifinales enfrentaba al Livorno y al Grosseto en doble partido. Primero, en casa, con una multitud vitoreando al conjunto local (Grosseto) y la capacidad total del estadio (a pesar de algunos incidentes que estallaron entre hinchas de ambos equipos), el Grosseto jugar bien y finaliza con ventaja de 2-0. La llave parecía cerrada. Sin embargo, Livorno, después de la ventaja inicial del equipo de casa un tiro penal, el Grosseto conseguiría empatar el marcador, tendría otra oportunidad de marcar pero el balón terminaría golpeando en el palo, lo imprevisible sucede. El árbitro expulsa al defensor Celi Abruzzese y le da un tiro libre desde el borde del área al Livorno, que acabaría en la red del arco del Grosseto, con la que el equipo local comenzaba a fabricar la ventaja. En la segunda mitad, expulsan a tres jugadores del Grosseto, resultando en derrota del Grosseto 4-1. Las esperanzas de acceso a la final play-offs se esfumaban, pero los 1.500 aficionados presentes en el Estadio del Livorno otorgarían un aplauso de agradecimiento a su club.

### Temporada 2009-10
La directiva renueva con el director técnico Elio Gustinetti, con la que el Grosetto empezaba a manifestar su ambición de ascender a Serie A, había demostrado un gran avance en el nivel de juego en comparación a temporadas anteriores, pero a comienzos de temporada, una mala racha harían que rescataran solamente 2 puntos en las primeras 4 fechas del Torneo, La aventura en la Copa de Italia quedarían eliminados en el derby ante el Sienna. En el Campeonato llegaría la primera victoria en la 5.ª Jornada ante el Modena por 3-1, 16 días después llegaría la derrota por 3-2 ante el Lecce con 2 goles del goleador del equipo, el chileno  Mauricio Pinilla, resultado que los dejaría en la 16.ª posición, pero solamente a 4 puntos de play offs, objetivo que los tifosis aún creían posible.
El día 19 de diciembre del 2009 imponen su condición de local ante el Frosinone por 2-1, alcanzando la zona de play offs, cerrando un gran 2009. En febrero de 2010 el equipo haría un gran avance, quedando en la 3º ubicación, con Mauricio Pinilla como máximo goleador del certamen (24 goles en 24 partidos, pese a haberse disputado 28 fechas) el equipo más goleador.

### Temporada 2012-13
El 10 de agosto del 2012 el Grosseto fue descendido provisionalmente de categoría a la Lega Pro Prima Divisione debido al escándalo Scommessopoli por la Comisión Disciplinaria. Posteriormente el presidente del Grosseto fue suspendido de toda actividad relacionada al fútbol por 5 años, pero el 22 de agosto del mismo año tanto el Grosseto como su presidente fueron absueltos de los cargos por la Corte de Justicia, eliminando el veredicto anterior y retornando a la Serie B.
En la temporada 2012/13 el Grosseto ocupó la última posición entre 22 equipos y descendió a la Lega Pro Prima Divisione.

## Palmarés

### Torneos interregionales
- Serie C (1): 1946-47 (Grupo D)
- Serie C1 (1): 2006-07 (Grupo A)
- Serie C2 (1): 2003-04 (Grupo B)
- Serie D (3): 1960-61 (Grupo D), 1972-73 (Grupo E), 2019-20 (Grupo E)
- Campionato Nazionale Dilettanti (1): 1994-95 (Grupo A)
- Promozione (1): 1951-52 (Grupo H)

### Torneos regionales
- Eccellenza Toscana (1): 2018-19 (Grupo A)
- Promozione Toscana (1): 1996-97 (Grupo C)
- Copa Italia de Aficionados Toscana (1): 2017-18